# 大谷奈央
大谷 奈央（おおたに なお）は、NHKのアナウンサー。

## 人物・来歴
東京都江戸川区出身。上智大学文学部英文学科卒業後、2021年にNHK入局。初任地は、沖縄放送局。

## 嗜好・挿話
- 趣味は、歌うこと・カメラ・自動販売機めぐり[1]。ミュージカル歴は14年、アニーに出演経験あり[2]。
- 大学では法政大学のギター弾き語りサークル所属し、2017年には「ビックエコー大学生カラオケチャンピオンシップ決定戦 東日本ブロック」で決勝まで進出した実績がある。
- 2017年、外務省が推進する海外留学プログラム「KAKEHASHI Project」に応募。カリフォルニアのロヨラ・メリー・マウント大学に1週間短期留学、ワシントン州のシアトル大学に留学（時期不明）の経歴がある。アメリカ留学中、「和太鼓クラブ」に入った経歴もある。

## 現在の担当番組
- NHKニュース たっぷり静岡（キャスター：2025年4月7日 - ）（齋藤湧希と隔週で担当）
- 静岡県のニュース・中継・リポート
- ニュースしずおか845（不定期）
- おはよう静岡（不定期）[3]

## 過去の出演番組
沖縄放送局時代（2021年度 - 2024年度）
- どーも、NHK（2021年6月13日・新人お披露目）
- 沖縄県のニュース・中継・リポート
- ニュース845沖縄
- ニュース845福岡（2022年3月23日、2023年3月1日、2024年3月27日・応援派遣要員）
- はっけんラジオ - 福岡局より
  - 「健康講座・春に急増するうつ!その理由は」（2023年3月1日）
  - スペシャル「九州沖縄LGBTQ最新事情～教えて、となりのトランスジェンダーさん～」（2023年12月10日） - リポーター（沖縄発）
- ラジオニュース（九州沖縄、R1・FM）の泊まり勤務担当（2022年3月24日 - 25日、2023年3月2日 - 3日、2024年3月28日 - 29日・応援派遣要員）[注釈 1]
- 特別番組 キングス初優勝! HC・選手が生出演（2023年5月31日） - 沢田石和樹とともに番組進行
- 第105回全国高等学校野球選手権記念大会（2023年8月6日・7日・9日）- アルプススタンドリポート[注釈 2]
- 沖縄熱中倶楽部（ローテーション制）
- きんくる 〜沖縄金曜クルーズ〜（2023年4月7日 - 2025年3月14日） - 司会
- あさイチ
  - 「愛でたいnippon 感動!沖縄★カラフルジャーニー」（2023年9月7日） - リポーター
- 令和6年能登半島地震の災害報道対応による富山放送局への応援派遣
  - 能登半島地震富山県のニュース・ライフライン情報（14時台、2024年1月20日 - 21日：全国放送）
- ふんわり（2024年9月3日、9月5日・本来火曜日と木曜日のパーソナリティである澤田彩香がパリパラリンピックに行っていた間の代役） - 木村祐一・六角精児とともに番組進行

静岡放送局時代（2025年度 - ）